# A-76
L'A-76 és una autovia en projecte del nord-oest de la península Ibèrica, que unirà les ciutats de Ponferrada, a la província de Lleó, i Ourense. Serà l'alternativa a l'actual carretera nacional N-120.
Va haver-hi polèmica sobre el seu traçat. Els estudis informatius oreveien un traçat per Monforte de Lemos i un altre per A Pobra de Trives, més al sud. Finalment el primer va ser l'escollit pel Ministeri.

## Trams
| Tram                                              | km    | Estat (2016)                                                                       |
| ------------------------------------------------- | ----- | ---------------------------------------------------------------------------------- |
| Villamartín de la Abadía (A-6/N-VI) - Requejo     | 7,6   | En redacció de projecte (adjudicat el desembre de 2014, pendent licitació d'obres) |
| Requejo - A Veiga de Cascallá                     | 10,7  | Projecte licitat                                                                   |
| A Veiga de Cascallá - O Barco de Valdeorras (Est) | 8,4   | En redacció de projecte (adjudicat el desembre de 2014, pendent licitació d'obres) |
| O Barco de Valdeorras (Est) - A Rúa               | 16,9  | Estudi informatiu acabat (pendent licitació de projecte)                           |
| A Rúa - Figueiredo                                | 6,59  | Estudi informatiu acabat (pendent licitació de projecte)                           |
| Figueiredo - San Clodio                           | 7,58  | Estudi informatiu acabat (pendent licitació de projecte)                           |
| San Clodio - Carballo de Lor                      | 13,52 | Estudi informatiu acabat (pendent licitació de projecte)                           |
| Carballo de Lor - A Pobra do Brollón              | 7,62  | Estudi informatiu acabat (pendent licitació de projecte)                           |
| A Pobra do Brollón - Monforte de Lemos - Guítara  | 23,52 | Estudi informatiu acabat (pendent licitació de projecte)                           |
| Guitara - Os Peares - Lagariños (A-56)            | 22,92 | Estudi informatiu acabat (pendent licitació de projecte)                           |